# حصار سيفاستوبول (1941-1942)
حصار سيفاستوبول أستمر من عام 1941 حتى 1942 وكان جزءاً من الصراع الكوني في الحرب العالمية الثانية حيث قام الألمان بحصار للمدينة استمر لمدة 250 يوماً وانتهى في تموز/يوليو عام 1942 بسقوط المدينة في يد الالمان.و في 9 مايو 1944 تمكن الجيش الأحمر من تحرير المدينة واعادة ضمها إلى الاتحاد السوفيتي.

## الأحداث

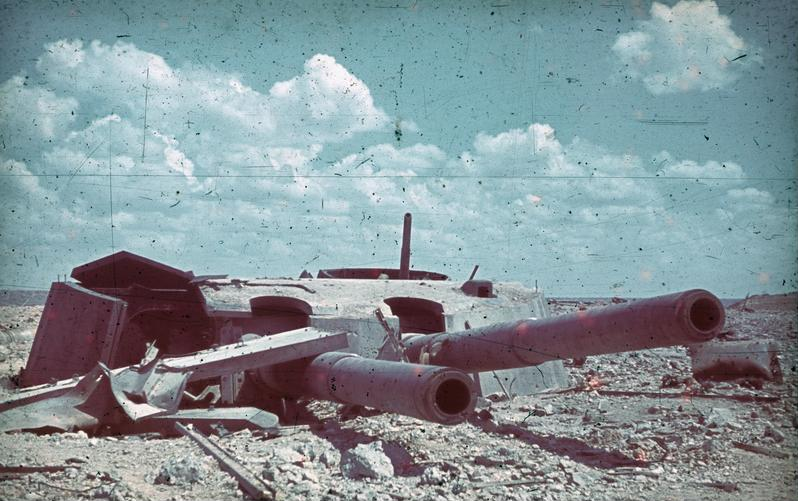
من اثار حصار المدينة

كانت الغاية الأساسية لدى الزعماء النازيين من السيطرة على ميناء سيفاستوبول هي تحويل شبه جزيرة القرم إلى إحدى المستوطنات الألمانية. حيث كان القادة الألمان يخططون لتهجير السكان المحليين وضم شبه جزيرة القرم إلى ألمانيا وتسميتها ب«هوتلاند» وجعلها موقعاً لاستجمام الجنود الألمان ورفدها بألمان إقليم التيرول الجنوبي (حاليا في النمسا).
و في 22 يونيو / حزيران من عام 1941. تعرضت مدينة سيفاستوبول واسطول البحر الأسود السوفيتي المرابط هناك للقصف الألماني من الجو، ومعها بدأت الحرب العالمية الثانية بالنسبة إلى شبه جزيرة القرم وفتحت جبهة جنوبية ضد القوات الألمانية وكانت المعارك الأساسية تتمحور في شمال القرم عام 1941.
استمر الصراع المسلح من اجل الاحتفاظ بشبه جزيرة القرم خلال فترة تزيد عن شهرين. وبالرغم من مقاومة وصمود الجيش السوفيتي استطاعت القوات الألمانية بحلول شهر نوفمبر/ تشرين الثاني احتلال شبه الجزيرة كلها باستثناء مدينة سيفاستوبولالتي سقطت لاحقاً. اضطرت القوات السوفيتية إلى مغادرة القرم، ولم تعد إليها إلا في عام 1944. سقط في شبه جزيرة القرم ومدينة سيفاستوبول حوالي أكثر من 219,625 شخصاً. دمرت مدينة سيفاستوبول تدميراً تاماً.